# Burg Neuhaus (Gais)
Burg Neuhaus bei Gais in Taufers, Südtirol, nicht zu verwechseln mit der Burg Neuhaus bei Terlan, wurde im 12. Jahrhundert von den Herren von Taufers errichtet. Andere Fachleute behaupten, sie sei im 13. Jahrhundert im Rahmen eines Streites mit den Rodankern errichtet worden. Nach dem Aussterben der Herren von Taufers ging sie an die Grafen von Görz-Tirol. Der spätmittelalterliche Dichterkomponist Oswald von Wolkenstein ist ab 1422 urkundlich als Pfleger (Verwalter) der Burg belegt, der sie bis etwa 1426 als Pfandschaft der Grafen von Görz besaß. 1600/01 kaufte Johann Jakob Söll von Aichberg die Burg als freies Eigentum, welche 150 Jahre im Eigentum der Söll von Aichberg zu Neuhaus verblieb. 1743 brachte Alexander Graf Künigl Schloss und Burgfrieden käuflich an sich. 1912 ließ Johannes Graf Thun die zur Ruine verfallene Burg wiederaufbauen.
Neuhaus befindet sich in Privatbesitz und wird nur an Gruppen vermietet. Die Burggaststätte dagegen ist öffentlich, auch die Kirche der Burg kann besichtigt werden.